# West Coast Waves

Ancien logo du club.

Les West Coast Waves, sont un club féminin australien de basket-ball basé dans la ville de Perth. Le club appartient à la Women's National Basketball League, la ligue de plus haut niveau en Australie.

## Noms successifs
- 1988 - 2002 : Perth Breakers
- Depuis 2002 : Perth Lynx

## Palmarès
- Women's National Basketball League : 1992

## Entraîneurs successifs
- 1988 - 1989 : Dave Hancock
- 1989 - 1991 : Don Sheppard
- 1991 - 1992 : Tom Maher
- 1882 - 1996 : Guy Molloy
- 1996 - 2000 : Murray Treseder
- 2000 - 2001 : James Crawford
- 2001 - 2003 : Rick Morcom
- 2003 - 2004 : Murray Treseder
- 2004 - 2005 : Craig Friday
- 2005 - 2007 : Paul O'Brien
- 2007 - 2009 : Joe McKay
- 2009 - 2010 : Joe McKay / Vlad Alava
- 2011 - 2012 : David Herbert
- 2012 - 2013 : Kennedy Kereama

## Effectif 2013-2014
| Numéro | Nom               | Née le           | Taille | Nationalité      | Poste    |
| 7      | Antonia Edmondson | 5 octobre 1987   | 1,81 m | Nouvelle-Zélande | Ailière  |
| 9      | Mikayla Pirini    | 29 juin 1996     | 1,69 m | Nouvelle-Zélande | Arrière  |
| 10     | Lisa Wallbutton   | 14 janvier 1986  | 1,83 m | Nouvelle-Zélande | Ailière  |
| 11     | Darcee Garbin     | 22 juin 1994     | 1,85 m | Australie        | Arilière |
| 12     | Kate Fielding     | 25 juin 1986     | 1,76 m | Australie        | Arrière  |
| 14     | Melissa Marsh     | 28 mai 1985      | 1,77 m | Australie        | Arrière  |
| 20     | Zoe Harper        | 1er mars 1988    | 1,91 m | Australie        | Ailière  |
| 21     | Jessie Edwards    | 16 août 1995     | 1,90 m | Nouvelle-Zélande | Pivot    |
| 22     | Shani Amos        | 18 avril 1991    | 1,71 m | Australie        | Arrière  |
| 24     | Deanna Smith      | 24 décembre 1980 | 1,79 m | Australie        | Arrière  |
| 33     | Gabriella Clayton | 5 mai 1990       | 1,73 m | Australie        | Arrière  |

- Entraîneur : Kennedy Kereama
- Assistants : Vlad Alava, Peter Nalder, Helen Loake

## Effectif 2012-2013
| Numéro | Nom               | Née le           | Taille | Nationalité      | Poste    |
| 4      | Amelia Todhunter  | 1er mai 1988     | 1,66 m | Australie        | Arrière  |
| 6      | Antonia Edmondson | 5 octobre 1987   | 1,81 m | Nouvelle-Zélande | Ailière  |
| 10     | Lisa Wallbutton   | 14 janvier 1986  | 1,83 m | Nouvelle-Zélande | Ailière  |
| 11     | Darcee Garbin     | 22 juin 1994     | 1,85 m | Australie        | Arilière |
| 12     | Adrienne Jones    | 5 août 1993      | 1,75 m | Australie        | Arrière  |
| 14     | Melissa Marsh     | 28 mai 1985      | 1,77 m | Australie        | Arrière  |
| 16     | Natalie Burton    | 23 mars 1989     | 1,94 m | Australie        | Pivot    |
| 18     | Lauren Jeffers    | 12 mars 1983     | 1,70 m | Australie        | Arrière  |
| 19     | Hayley Moffat     | 10 août 1985     | 1,76 m | Australie        | Arrière  |
| 20     | Zoe Harper        | 1er mars 1988    | 1,91 m | Australie        | Ailière  |
| 22     | Shani Amos        | 18 avril 1991    | 1,71 m | Australie        | Arrière  |
| 24     | Deanna Smith      | 24 décembre 1980 | 1,79 m | Australie        | Arrière  |
| 32     | Gabriella Clayton | 5 mai 1990       | 1,73 m | Australie        | Arrière  |
| 42     | Kaye Tucker       | 24 octobre 1983  | 1,85 m | Australie        | Ailière  |
|        | Kate Fielding     | 25 juin 1986     | 1,76 m | Australie        | Arrière  |
|        | Rachel Watman     | 14 août 1986     | 1,74 m | Australie        | Arrière  |

- Entraîneur : Kennedy Kereama
- Assistants : Vlad Alava, Peter Nalda, Dianne Dempster

L'équipe se classe neuvième et dernière de la saison régulière avec 4 victoires pour 20 défaites.